# Suberea mollis
Suberea mollis är en svampdjursart som först beskrevs av R.W. Harold Row 1911.  Suberea mollis ingår i släktet Suberea och familjen Aplysinellidae.
Artens utbredningsområde är Sudan. Utöver nominatformen finns också underarten S. m. aruensis.